# Bernhard Schröder (Linguist)
Bernhard Schröder (* 13. März 1965 in Viersen) ist ein deutscher Sprachwissenschaftler.

## Leben
Nach dem Abitur am Humanistischen Gymnasium Viersen 1984 studierte er ab 1986 Kommunikationsforschung und Phonetik, Philosophie und allgemeine Sprachwissenschaft (Magisterarbeit zu computerlinguistischen Methoden der Untersuchung des Lautwandels am Beispiel der ostseefinnischen Sprachen 1991). Nach der Promotion zum Dr. phil. 1997 bei Rainer Stuhlmann-Laeisz und Winfried Lenders und der Habilitation 2004 ist er seit 2007 Professor (W3) für Germanistik/Linguistik an der Universität Duisburg-Essen.